# NBA Sixth Man of the Year
NBA Sixth Man of the Year er en årlig pris givet i NBA-ligaen til den bedste bænkspiller i den foregående sæson. Prisen er blevet udelt siden 1982-83 sæsonen. Vinderen vælges ved et panel bestående af personer fra sportsmedierne i USA og Canada stemmer.
Rekordvinderene af prisen er Jamal Crawford og Lou Williams, som begge har vundet prisen 3 gange. Den nuværende vinder er Payton Pritchard, som vandt prisen for 2024-25 sæsonen.

## Vindere
| ^          | Angiver at spilleren stadig er aktiv i NBA.                          |
| *          | Angiver at spilleren er i Naismith Memorial Basketball Hall of Fame. |
| Spiller(X) | Angiver antal gange denne spiller er blevet Sixth Man.               |
| Hold(X)    | Angiver antal gange en spiller fra dette hold er blevet Sixth Man.   |

| Sæson     | Spiller             | Position       | Nationalitet | Hold                     |
| --------- | ------------------- | -------------- | ------------ | ------------------------ |
| 1982-1983 | Bobby Jones*        | Power Forward  | USA          | Philadelphia 76ers       |
| 1983-1984 | Kevin McHale*       | Power Forward  | USA          | Boston Celtics           |
| 1984-1985 | Kevin McHale* (2)   | Power Forward  | USA          | Boston Celtics (2)       |
| 1985-1986 | Bill Walton*        | Center         | USA          | Boston Celtics (3)       |
| 1986-1987 | Ricky Pierce        | Shooting Guard | USA          | Milwaukee Bucks          |
| 1987-1988 | Roy Tarpley         | Power Forward  | USA          | Dallas Mavericks         |
| 1988-1989 | Eddie Johnson       | Small Forward  | USA          | Phoenix Suns             |
| 1989-1990 | Ricky Pierce (2)    | Shooting Guard | USA          | Milwaukee Bucks (2)      |
| 1990-1991 | Detlef Schrempf     | Power Forward  | Tyskland     | Indiana Pacers           |
| 1991-1992 | Detlef Schrempf (2) | Power Forward  | Tyskland     | Indiana Pacers (2)       |
| 1992-1993 | Clifford Robinson   | Power Forward  | USA          | Portland Trail Blazers   |
| 1993-1994 | Dell Curry          | Shooting Guard | USA          | Charlotte Hornets        |
| 1994-1995 | Anthony Mason       | Power Forward  | USA          | New York Knicks          |
| 1995-1996 | Toni Kukoč*         | Small Forward  | Kroatien     | Chicago Bulls            |
| 1996-1997 | John Starks         | Shooting Guard | USA          | New York Knicks (2)      |
| 1997-1998 | Danny Manning       | Power Forward  | USA          | Phoenix Suns (2)         |
| 1998-1999 | Darrell Armstrong   | Point Guard    | USA          | Orlando Magic            |
| 1999-2000 | Rodney Rogers       | Power Forward  | USA          | Phoenix Suns (3)         |
| 2000-2001 | Aaron McKie         | Shooting Guard | USA          | Philadelphia 76ers (2)   |
| 2001-2002 | Corliss Williamson  | Small Forward  | USA          | Detroit Pistons          |
| 2002-2003 | Bobby Jackson       | Point Guard    | USA          | Sacramento Kings         |
| 2003-2004 | Antawn Jamison      | Small Forward  | USA          | Dallas Mavericks (2)     |
| 2004-2005 | Ben Gordon          | Shooting Guard | USA          | Chicago Bulls (2)        |
| 2005-2006 | Mike Miller         | Shooting Guard | USA          | Memphis Grizzlies        |
| 2006-2007 | Leandro Barbosa     | Shooting Guard | Brasilien    | Phoenix Suns (4)         |
| 2007-2008 | Manu Ginóbili       | Shooting Guard | Argentina    | San Antonio Spurs        |
| 2008-2009 | Jason Terry         | Shooting Guard | USA          | Dallas Mavericks (3)     |
| 2009-2010 | Jamal Crawford      | Shooting Guard | USA          | Atlanta Hawks            |
| 2010-2011 | Lamar Odom          | Power Forward  | USA          | Los Angeles Lakers       |
| 2011-2012 | James Harden^       | Shooting Guard | USA          | Oklahoma City Thunder    |
| 2012-2013 | J.R. Smith          | Shooting Guard | USA          | New York Knicks (3)      |
| 2013-2014 | Jamal Crawford (2)  | Shooting Guard | USA          | Los Angeles Clippers     |
| 2014-2015 | Lou Williams^       | Shooting Guard | USA          | Toronto Raptors          |
| 2015-2016 | Jamal Crawford (3)  | Shooting Guard | USA          | Los Angeles Clippers (2) |
| 2016-2017 | Eric Gordon^        | Shooting Guard | USA          | Houston Rockets          |
| 2017-2018 | Lou Williams^ (2)   | Shooting Guard | USA          | Los Angeles Clippers (3) |
| 2018-2019 | Lou Williams^ (3)   | Shooting Guard | USA          | Los Angeles Clippers (4) |
| 2019-2020 | Montrezl Harrell^   | Power Forward  | USA          | Los Angeles Clippers (5) |
| 2020-2021 | Jordan Clarkson^    | Shooting Guard | Filippinerne | Utah Jazz                |
| 2021-2022 | Tyler Herro^        | Shooting Guard | USA          | Miami Heat               |
| 2022-2023 | Malcolm Brogdon^    | Shooting Guard | USA          | Boston Celtics (4)       |
| 2023-2024 | Naz Reid^           | Center         | USA          | Minnesota Timberwolves   |
| 2024-2025 | Payton Pritchard^   | Point Guard    | USA          | Boston Celtics (5)       |